# Calogero Sodano
Calogero Sodano (Agrigento, 24 settembre 1946) è un politico e scrittore italiano.
È stato sindaco di Agrigento dal 1985 al 1986 e di nuovo 1993 al 2001, oltreché senatore della Repubblica dal 2001 al 2006.

## Biografia
Laureato in Scienze politiche presso l'Università di Palermo è stato dirigente dell'INPS. Esponente della Democrazia Cristiana, è stato consigliere comunale della città di Agrigento per 20 anni, quasi sempre primo degli eletti.
Nel 1986 viene eletto per la prima volta sindaco di Agrigento con lo Scudo Crociato. Sei mesi più tardi si dimette dalla carica e lascia definitivamente il partito per entrare nel PRI di Giorgio La Malfa nel quale rivestirà l'incarico di consigliere e coordinatore provinciale. Alle elezioni politiche del 1992 si candida al Senato della Repubblica con il PRI nel collegio di Agrigento, raccogliendo 9.045 preferenze e non venendo eletto.
Con una lista civica si presenta alle prime elezioni dirette del 1993 e viene eletto sindaco di Agrigento al ballottaggio, superando di 435 voti il suo avversario, Giuseppe Arnone (presidente regionale di Legambiente e candidato con La Rete di Leoluca Orlando). Per quella elezione è in corso un processo, giunto in appello, nato dopo le dichiarazioni del collaboratore di giustiza Maurizio Di Gati. In primo grado Sodano fu assolto. Assoluzione confermata in appello .
Viene poi riconfermato sindaco nel 1997, con la percentuale del 54,8%.
Durante il suo secondo mandato da Sindaco nel 1995, alla presenza del Presidente della Repubblica Oscar Luigi Scalfaro, viene riaperto il Teatro Pirandello dopo 39 anni di chiusura.
Sempre durante la sua sindacatura vengono aperti al pubblico la piscina comunale, il palazzo Filippini e il parcheggio pluripiano di Via Empedocle.
Nel 1997 risulta rinviato a giudizio per il reato di abuso d'ufficio insieme ad altri quattro ex sindaci di Agrigento per aver consentito gli abusi edilizi nell'area archeologica della Valle dei Templi. Nel 2010 la Cassazione rese definitiva la condanna per abusivismo edilizio nei confronti di Sodano, condannato anche a risarcire i danni alle associazioni ambientaliste Italia Nostra e Legambiente.
Alle elezioni europee del 1999 è candidato nelle liste del CCD, ma non risulta eletto.
Quasi a conclusione del secondo mandato di Sindaco della Città dei Templi, nel 2001 si è dimesso per candidarsi alle Elezioni Politiche al Senato della Repubblica per la Casa delle Libertà nel collegio uninominale di Agrigento, dove viene eletto raccogliendo 49.398 voti. Entra a far parte del gruppo dell'Unione dei Democratici Cristiani e Democratici di Centro.
Nell'aprile del 2014 presenta il suo primo libro, Meglio un giorno da sindaco, edito da Vertigo, che viene presentato nella Sala Zeus del Museo Archeologico di Agrigento alla presenza di Vittorio Sgarbi, il quale ha curato la prefazione del volume; nell'autobiografia vengono narrati momenti personali della vita dell'autore unitamente all'attività di amministratore del capoluogo siciliano